# Ichneutica dives
Ichneutica dives är en fjärilsart som beskrevs av Alfred Philpott 1924. Ichneutica dives ingår i släktet Ichneutica och familjen nattflyn. Inga underarter finns listade i Catalogue of Life.